# Pedro Sporleder
Pour les articles homonymes, voir Sporleder.
Pas d'image ? Cliquez ici

b Matchs officiels uniquement.
Pedro Luis Sporleder, né le 2 janvier 1971 à Buenos Aires (Argentine), est un joueur argentin de rugby à XV, jouant deuxième ligne. International argentin à 78 reprises entre 1990 à 2003, il inscrit quatorze essais, pour un total de 70 points. Il dispute quatre éditions de la Coupe du monde de rugby à XV.

## Équipe nationale
Pedro Sporleder obtient 78 sélections avec l'Argentine, entre le 27 octobre 1990 à Dublin lors d'une défaite 20 à 18 face à l'Irlande et 22 octobre 2003 à Sydney pour une victoire 50 à 3 contre la Roumanie. Il inscrit 70 points, quatorze essais.
Pedro Sporleder participe à quatre éditions de la Coupe du monde de rugby, en 1991, 1995, 1999, 2003. Il dispute neuf rencontres.